# John Roger (parlamentar)
John Roger de Bridport e Bryanston, Dorset, foi um membro do Parlamento Inglês por Bridport em 1395, 1410 e maio de 1413 e por Dorset em dezembro de 1421. Ele morreu mais tarde em 1441.